# 長谷川貞信
長谷川 貞信（はせがわ さだのぶ、文化6年〈1809年〉11月 - 明治12年〈1879年〉3月28日）とは、江戸時代後期から明治時代にかけて大坂で活躍した浮世絵師。

## 来歴
四条派の上田公長及び歌川貞升の門人。また柳斎重春にも絵を学んだという。幼名文吉、後に徳兵衛。初名を貞宣といい、有長、緑一斎、信天翁、南窓楼、雪花園、猶園、五双亭、浪華亭、信翁、蘭考、愛薫、雀叱と号す。大坂南船場安堂寺町浪花橋筋（現・大阪市中央区安堂寺町）の茶巾・袱紗を商う奈良屋治助の三男に生まれる。幼年時より絵筆に優れ、上田公長に入門して有長の画名を貰う。これは、貞信の性格が温順優長な所から戯れに付けられたという。ところが、修行の際中に実家が商売に失敗して没落したため、実家に戻り今度は浮世絵師として身を立てようと決意する。そこで当時大坂で評判だった歌川貞升から浮世絵の本格的な修行を経た後、天保（1830年-1844年）年間の頃から役者絵で頭角を現した。この時期、上方絵は天保の改革の影響により、一時火が消えたようになっていたが、貞信によって復活したのであった。貞信は、美人画、芝居絵、役者絵、根本なども描いているが、何よりも風景画、名所絵で知られている。また、明治時代になると開化絵なども多数描いている。後に堀江市の側に住む。
風景画の作品としては歌川広重の画風に近い「東海道五十三次」、京阪の名所絵「浪花百景」上･中巻、「近江八景」などがあり、美人画では「浪花自慢名物尽」が代表作として、また絵入根本としては安政2年（1855年）刊行の『吾嬬下五十三駅』（あずまくだりごじゅうさんつぎ）12冊などがあげられる。他に、歌謡書『よしこの花ぞろへ』といったものも手がけた。さらに明治6年（1873年）には、啓蒙書『開化乃入口』の挿絵なども描いている。明治8年（1875年）に隠居し、その後は専ら急を要せぬものに限って筆を執っていたが、明治12年（1879年）3月28日没、享年71。墓所は大阪市天王寺区六万体万町の天鷲寺。法名は寿徳院潤生諦忍善士。
長男の初代長谷川小信は二代目長谷川貞信を継いでおり、この画系は現在、長谷川笑子まで続いている。次男の貞吉は2代目長谷川小信を継いでいる。貞信のその他の門人に長谷川信広、長谷川貞政、長谷川貞春がいる。

## 作品
- 「浪花百景之内」 横中判60枚揃 安政～明治
- 「浪花自慢名物尽」 中判 幕末
- 「名所江戸百景張交」 歌川広重の「名所江戸百景」を5枚ずつ合わせた作品。
- 「於駒長吉 尾上多見蔵」 大判
- 「物くさ太郎」 大判2枚続 関西大学図書館所蔵 天保8年（1837年）
- 「鬼一法眼三略巻」大判2枚続 関西大学図書館所蔵
- 「けいせい小倉色紙」大判 関西大学図書館所蔵
- 「鎌倉三代記」大判2枚続 関西大学図書館所蔵
- 「浪華百景 心斎橋通初売之景」 大判 大坂歴史博物館所蔵
- 「須磨都源平躑躅」 中判2枚続 関西大学図書館所蔵
- 「2代目中村富十郎の蘭の方 2代目片岡我童の香具屋弥七」 大判2枚続 天保11年3月歌舞伎『義臣伝読切講釈』より 和泉市久保惣記念美術館所蔵 天保11年（1840年）
- 「2代目中山南枝のみゆき 実川延三郎の宮城阿曽次郎」 中判2枚組 嘉永元年5月歌舞伎『生写（しょううつし）朝顔話』より 阪急学園池田文庫所蔵 嘉永元年（1848年）